# Гнездище (Черниговская область)
Гнезди́ще (укр. Гніздище) — село, расположенное на территории Городнянского района Черниговской области (Украина) на берегу реки Смяч. Расположено в 8 км на запад от райцентра Городни. Население — 75 чел. (на 2006 г.). Адрес совета: 15143, Черниговская обл., Городнянский р-он, село Гниздище, ул. Перемоги,9 , тел. 3-65-33. Ближайшая ж/д станция — Городня (линия Гомель-Бахмач), 12 км.